# Кацвинкель (Айфель)
Кацвинкель (нем. Katzwinkel) — община в Германии, в земле Рейнланд-Пфальц.
Входит в состав района Вульканайфель. Подчиняется управлению Кельберг. Население составляет 110 человек (на 31 декабря 2010 года). Занимает площадь 3,85 км².